# Szent Cecília-templom (Biskupija)
A Szent Cecília-templom egy kora középkori templomrom Horvátországban a Šibenik-Knin megyei Biskupija településen.

## Fekvése
A templomrom a település központjának nyugati szélén fekvő Stupovi nevű helyen, a főutca nyugati oldalától mintegy 70 méterrel beljebb, egy fáktól körülvett tisztáson található.

## Leírása
Biskupija a kora középkorban a horvát állam központja volt. Ma ez a hely a horvát régészeti kutatás kitüntetett lelőhelye, egyben az egyik legjelentősebb óhorvát lelőhely. A helyet, ahol a templomrom fekszik a helyiek Cecelának is hívják, mely a templom névadó szentjének nevéből származik. A Stupovi nevet hatalmas oszlopainak maradványairól kapta. A Szent Cecília templom az ország egyik legnagyobb koraromán templomromja, melynek hosszúsága a bejárattól az apszis végéig 30 méter, szélessége pedig a támpillérekkel és a déli oldalon található kápolnával együtt 10 méter. A templomnak harangtornya, a korban divatos westwerkje, azaz előcsarnoka és kerekített támpillérei voltak, így formailag teljesen megfelel a 9. század eleji frank templomépítészet jellegzetességeinek. A templom háromhajós bazilika, de a mellékhajók csak fele akkorák, mint a főhajó. A falak stabilitását a csaknem egy méteres támpilléreken kívül a dongaboltozat is erősítette. A területén megtalált építészeti díszítőelemek az bizonyítják, hogy a templom belseje szép és gazdagon díszített volt. Mérete, gazdagság díszítése és építészeti jellemzői igen gazdag adományozóra vallanak. Ezek alapján sokan úgy vélik, hogy a templomot maga Dmitar Zvonimir horvát király építtette, ez viszont azt jelentené, hogy a feltételezettnél sokkal később, a 11. században épült. Ezt a lehetőséget sem szabad azonban kizárni, mivel megjelenésében nem sokban különbözik az ebben a korban épült kora román stílusú koronázási bazilikától, a solinai Szent Péter és Mózes templomtól az ún. üreges templomtól.
Bár a templom alapfalai megőrződtek, a sűrű növényzet szinte teljesen befedte. Egy a közelben talált korakeresztény szarkofág, valamint egy Mithrász-dombormű töredék miatt feltételezik hogy a háromhajós bazilika helyén korábban egy Mithrász-szentély állt. Erre utalna a templom titulusa is, mivel a Szent Cecilia titulus nagyon ritka a középkori templomok között. Az első ilyet a 6. században említik Rómában. Egyébként a 3. században élt római szűz és vértanú maradványait I. Paszkál pápa a 9. században vitette át a Callixtus-katakombából a Tranteverén neki szentelt templomba.